# Amadou Bélal Ly
Amadou Bélal Ly, né à Podor en 1925 (une source indique pourtant 1923 comme année de naissance) et mort le 21 octobre 2013 à Dakar, est un homme politique, général et imam sénégalais. Aide de camp du président Léopold Sédar Senghor dans les années 1960 et 1970, il prêche à la mosquée du quartier résidentiel de Point-E, dans la capitale sénégalaise.

## Biographie
Formé au Prytanée militaire de Saint-Louis, il intègre l'armée en 1943, au cœur de la Seconde Guerre mondiale, lorsqu'il est incorporé comme tirailleur de 2e classe. Il effectue les guerres d'Indochine (1946 -1954) et d'Algérie pour la France, puis, à l'issue de ces deux conflits, est transféré dans l'armée du Sénégal, devenu un État indépendant en 1960.
À partir de 1965, il devient l'aide de camp du président Léopold Sédar Senghor dans le domaine du commandement territorial. Il est nommé préfet de Kédougou, au sud-est du pays, et lutte contre les éléments du Parti africain de l'indépendance de Majhemout Diop, d'obédience communiste. Bientôt, la région est dépossédée de ses maquis marxistes. Les succès de Bélal Ly lui valent d'être promu chef de corps du 1er Bataillon, avant d’être délégué à la fonction de gouverneur de la région de Casamance en remplacement de l'administrateur civil Mbaye Diouf en 1970. En effet, les troubles créés par les affrontements entre le Parti africain pour l'indépendance de la Guinée et du Cap-Vert (PAIGC) et les colons portugais affectent l'ordre et la sécurité de la province, qui sert à la fois de refuge pour les nationalistes et de terrain de combat pour les troupes portugaises qui y traquent la guérilla, poussant le Sénégal à instaurer une administration militaire de la région. Amadou Bélal Ly renforce la présence militaire sénégalaise à la frontière avec la Guinée-Bissau, assurant ainsi la protection des populations locales et la préservation de leurs biens.
En 1975, il est nommé ambassadeur du Sénégal en République centrafricaine auprès de Jean-Bedel Bokassa, qui a aussi servi dans les conflits indochinois et algériens. L'année suivante, il est promu général de brigade dans la spécialité de l'infanterie.
Au Prytanée militaire de Saint-Louis, le général Amadou Bélal Ly assure l'instruction de plusieurs cadres supérieurs africains, dont de futurs chefs d’État du continent africain, avec parmi eux Mathieu Kérékou au Bénin, Seyni Kountché et Ali Saïbou au Niger et Lansana Conté en Guinée.
Sa carrière politique le pousse vers le militantisme et il adhère au Parti africain de l'indépendance qu'il avait pourtant combattu avec acharnement.
En 1981, il met un terme à sa carrière dans l'armée, se retire de la vie politique et entre en religion. Il devient l'imam de la mosquée du quartier résidentiel du Point-E, à Dakar et prêche la vertu de la discipline militaire et le respect que les nouvelles générations doivent à leurs parents.
Il meurt à l'Hôpital Principal de Dakar le 21 octobre 2013, âgé de 88 ans.